# Reseda germanicopolitana
Reseda germanicopolitana är en resedaväxtart. Reseda germanicopolitana ingår i släktet resedor, och familjen resedaväxter.

## Underarter
Arten delas in i följande underarter:
- R. g. germanicopolitana
- R. g. glabra